# Draken International
Draken International est une société militaire privée américaine dont le marché est de fournir des flottes d'avions pour jouer le rôle d'adversaire pour l'entraînement des pilotes militaires. La société est basée à l'aéroport international de Lakeland Linder à Lakeland, en Floride, et possède également une base opérationnelle à la base aérienne de Nellis au Nevada.
Draken offre un soutien comme agresseur pour l'entraînement (Red Air), Joint Terminal Attack Controller (JTAC), de l'appui aérien rapproché (CAS), formation au vol, simulation de menace, soutien de guerre électronique, ravitaillement en vol, recherche et services d'essai au département de la Défense des États-Unis, aux entreprises américaines de la défense et aux entreprises aérospatiales, fournis par une flotte d'anciens avions militaires. Le PDG de l'entreprise est Joe Ford.

## Histoire

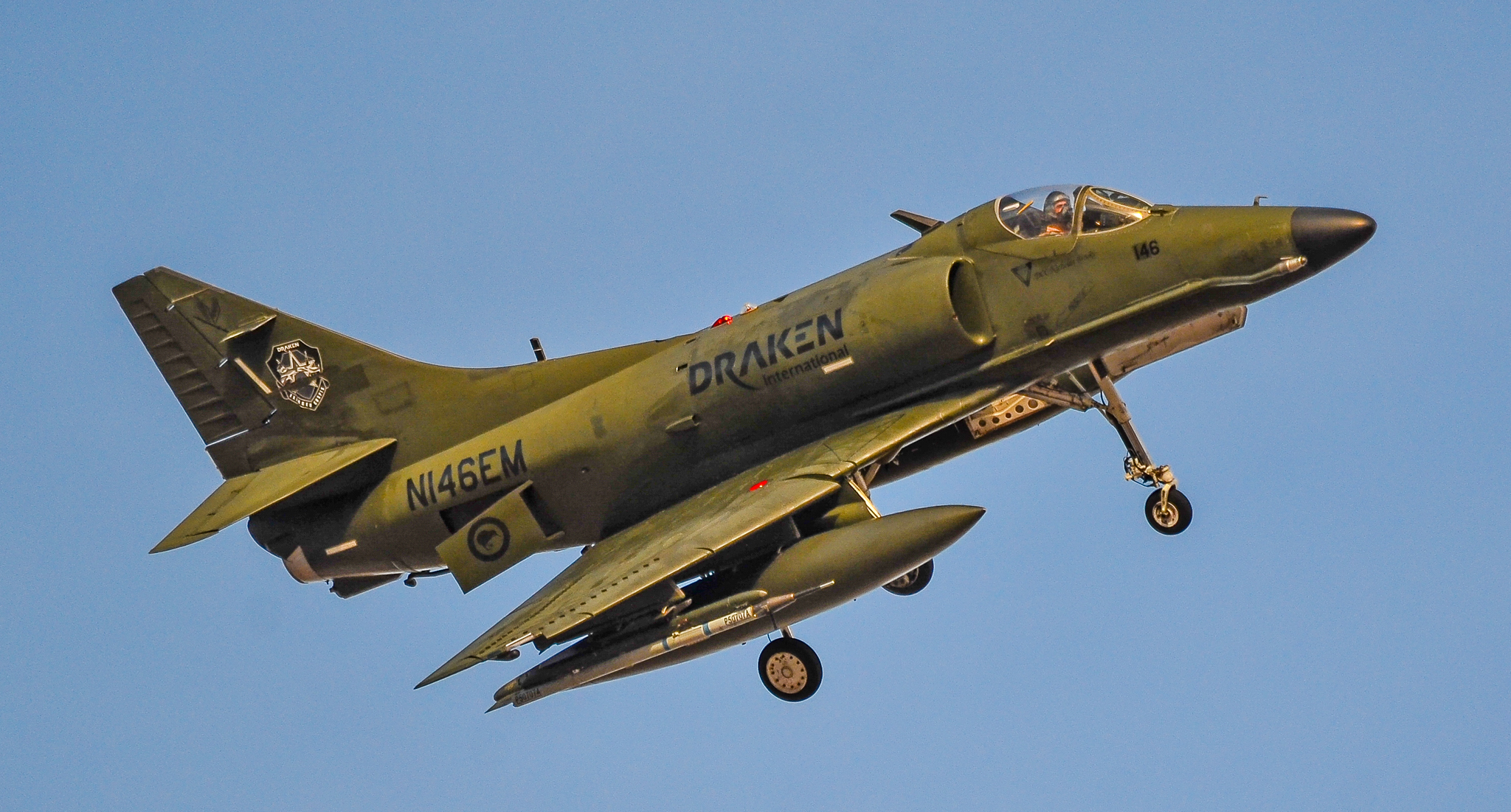
Un Douglas A-4K de Draken

Draken a été créée par Jared Isaacman à l'aéroport international de Lakeland Linder en janvier 2012. En 2015, la société a obtenu des contrats pour fournir une formation à la Garde nationale aérienne à Volk Field dans le Wisconsin, pour le contrôle aérien tactique interarmées du Corps des Marines des États-Unis à Cherry Point, Caroline du Nord, et à 29 Palms, Californie, ainsi que fournir un « soutien à l'adversaire » à la base aérienne de Nellis à Las Vegas. Il a également remporté un contrat avec la marine française.
En mars 2018, Draken a annoncé une expansion de 6,7 millions de dollars de son siège social et des infrastructures de réparation à l'aéroport international de Lakeland Linder.
Le 1er juin 2018, le Pentagone a annoncé que l'Air Force avait attribué à Draken un contrat de 280 millions de dollars pour continuer à fournir des services de formation au 57th Adversary Tactics Group à Nellis Air Force Base au Nevada, ainsi qu'à Luke Air Force Base en Arizona et Hill Air Base de force dans l'Utah.
En novembre 2018, l'Air National Guard (ANG) a attribué à Draken un contrat de cinq ans pour fournir des services aériens rouges afin de soutenir les principaux exercices de préparation au combat à travers les États-Unis.
Draken fournit la formation Joint Terminal Attack Controller (JTAC) et l'Appui aérien rapproché (CAS) pour le United States Marine Corps (USMC) au MCAS Cherry Point et au MCAS Yuma et au Naval Aviation Warfighting Development Center (NAWDC) de la Marine des États-Unis (USN) au NAS Fallon.
Draken était l'une des sept entreprises à avoir obtenu un contrat IDIQ pour soutenir le programme de soutien aérien contractuel de la Force aérienne de combat (CAF CAS) de l'USAF en octobre 2019.
Le 24 mai 2021, un Mirage F1 opérant dans le rôle d'adversaire s'est écrasé près de la Nellis Air Force Base à Las Vegas. Le pilote a été tué,. Des responsables militaires et le Conseil national de la sécurité des transports ont lancé des enquêtes.

## Flotte

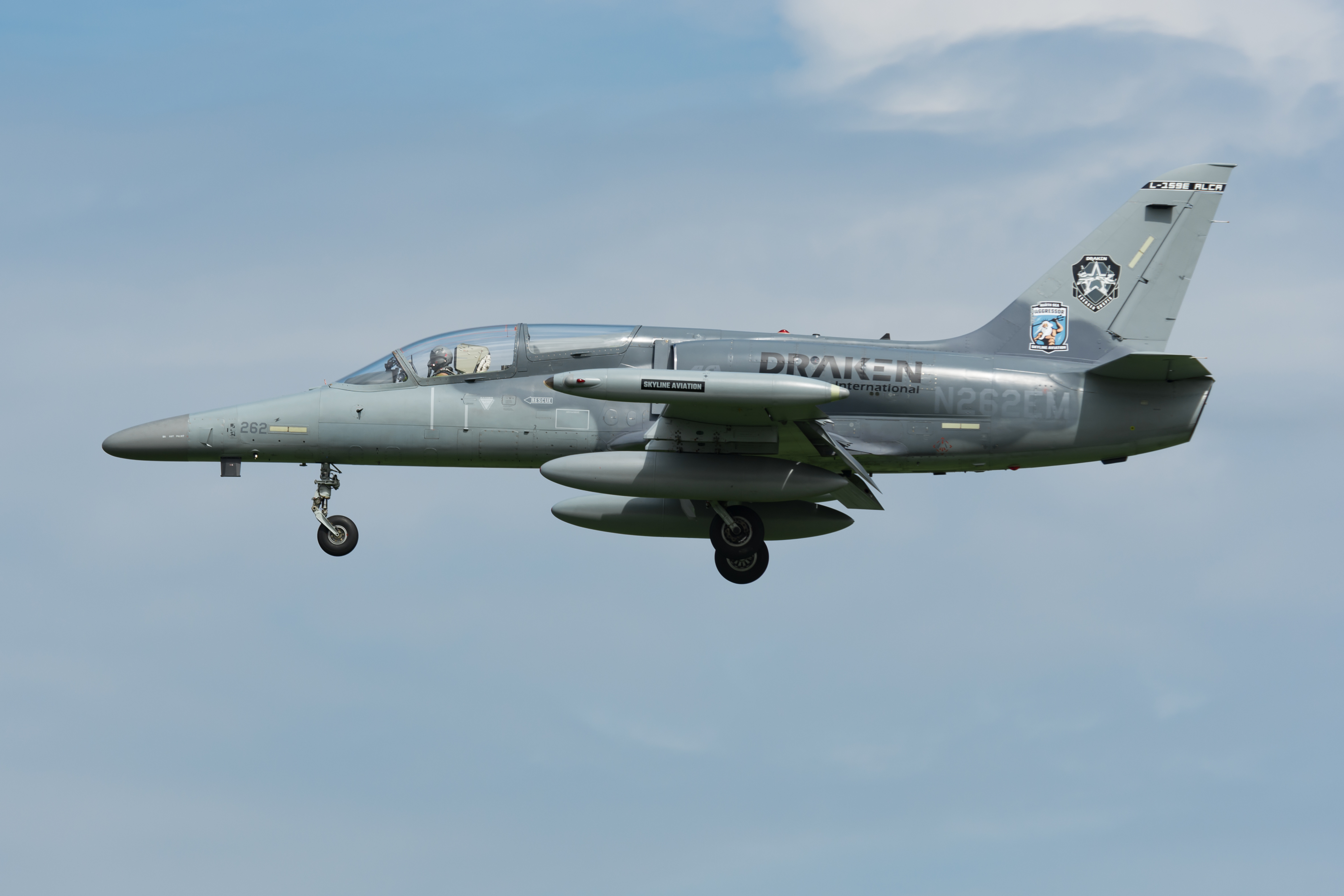
Aero L-159E opéré par Draken International

Avec quelque 70 jets, la société exploite la plus grande flotte d'anciens avions à réaction militaires tactiques privés au monde. La flotte de la société en 2013 comprenait : 
- 13 A-4 Skyhawks[11],[12]
- 23 L-159A Alca[13]
- 21 Dassault Mirage F1[14]
- 25 MiG-21BIS[15]
- 12 Atlas Cheetah[16]

En 2020, pour compléter la flotte des anciens avions de l'armée de l'air espagnole, Draken a importé le premier des 25 anciens Mirage F1CJ, DJ et EJ de la Royal Jordanian Air Force (RJAF).

## Personnel
Les pilotes de la société sont une combinaison de pilotes de jets tactiques de l'US Air Force, de l'US Navy et du US Marine Corps qui ont pris leur retraite de ces services ou qui continuent de servir à temps partiel dans les éléments de réserve de ces services, y compris l'Air National Guard. Leurs antécédents comprennent des diplômés et des instructeurs de l'école d'armes de l'USAF, des diplômés et des instructeurs de l'école d'armes de combat de l'USN (TOPGUN), des pilotes agresseurs de l'USAF, des pilotes d'adversaire USN/USMC, des officiers de liaison aérienne de l'USAF, d'anciens pilotes de démonstration des Thunderbirds de l'USAF et des contrôleurs aériens avancés de l'USAF/USN/USMC. - Instructeurs aéroportés (FAC-A), certains des pilotes les plus expérimentés ayant déjà servi comme commandants (USAF) et commandants (USN/USMC) d'escadrons, de groupes et d'escadres opérationnels pendant leur service actif.

## Activités hors des États-Unis
Draken International et Secapem, un fabricant français de remorqueur de cibles, ont créé une coentreprise appelée SDTS utilisant un certain nombre d'avions A-4N Skyhawk (variante du Douglas A-4 Skyhawk).
En septembre 2020, Draken International a acheté Cobham Aviation Services basé à Bournemouth, au Royaume-Uni, et l'a renommé Draken Europe.